# Nektar (mitologia)
Nektar (gr. νέκταρ néktar, łac. nectar, zapożyczenie z egip. ntry ‘boski’) – w mitologii greckiej napój bogów.
Dawał im nieśmiertelność i wieczną młodość. Wraz z ambrozją stanowił ich jedyny pokarm. Podczas uczt na Olimpie roznosili go podczaszowie – Hebe (bogini i uosobienie młodości) i Ganimedes (ukochany boga Zeusa).
Według Homera było to czerwone wino.
W języku potocznym nektar to synonim napoju o wyśmienitym smaku, zaś w botanice nektar to nazwa wydzieliny roślin, z której pszczoły wytwarzają miód.